# Paços de Ferreira
Paços de Ferreira ist eine Gemeinde und Stadt in Portugal. Sie ist Sitz eines Kreises (Concelho) mit 55.595 Einwohnern (Stand 19. April 2021) auf einer Fläche von 71,0 km².
Paços de Ferreira wird auch Capital do Móvel (port. für Hauptstadt der Möbel) genannt, da hier zahlreiche Möbelherstellungsbetriebe ansässig sind.

## Geschichte
Funde belegen eine vorgeschichtliche Besiedlung. In der Gemeinde Sanfins de Ferreira kann die Citânia de Sanfins besichtigt werden, die Überreste einer Siedlung aus der Castrokultur, die von den Römern umgestaltet und selbst besiedelt wurde.
Der heutige Ort entstand vermutlich im Verlauf der Siedlungspolitik im Zusammenhang mit der Reconquista. Erste Erwähnungen einer hiesigen Ortschaft stammen aus dem 11. Jahrhundert. Im Jahr 1258 war der Ort bereits als Vila de Ferreira in den königlichen Registern vermerkt. König D.Manuel I. gab ihm 1514 erste Stadtrechte.
Der eigenständige Kreis Paços de Ferreira wurde 1836 geschaffen, im Zuge verschiedener Verwaltungsreformen nach der Liberalen Revolution 1822. Zuvor gehörte Paços de Ferreira zum Kreis Penafiel.
1993 wurde die bisherige Kleinstadt (Vila) zur Stadt (Cidade) erhoben.

## Sport
Der Fußballverein FC Paços de Ferreira spielt in der ersten portugiesischen Liga, der Primeira Liga. Er trägt seine Heimspiele im Estádio da Mata Real aus. Die Anhänger und Aktiven des Vereins werden gelegentlich auch Os castores (port. für: Die Biber) genannt, was im Zusammenhang mit der Holzverarbeitung steht, mit der die Stadt traditionell in Verbindung gebracht wird.
Die erste Fußballmannschaft des SC Freamunde, aus der Gemeinde Freamunde, spielt in der zweithöchsten Liga, der Segunda Liga. Weitere Vereine im Kreis sind der Clube Desportivo Águias Eiriz in der Gemeinde Eiriz, der Clube Desportivo Leões Seroa in der Gemeinde Seroa, und der Verein Grupo Cultural Desportivo Leões Citânia aus Sanfins de Ferreira. Ihre Fußballabteilungen spielen alle in unterklassigen Ligen auf Distriktverbandsebene.
Die Inline-Speedskating-Europameisterschaften 2001 fanden in Paços de Ferreira statt.

## Verwaltung

### Kreis
Paços de Ferreira ist Sitz eines gleichnamigen Kreises (Concelho). Die Nachbarkreise sind (im Uhrzeigersinn im Norden beginnend): Santo Tirso, Lousada, Paredes sowie Valongo.
Mit der Gebietsreform im September 2013 wurden mehrere Gemeinden zu neuen Gemeinden zusammengefasst, sodass sich die Zahl der Gemeinden von zuvor 16 auf zwölf verringerte.
Die folgenden Gemeinden (Freguesias) liegen im Kreis Paços de Ferreira: 

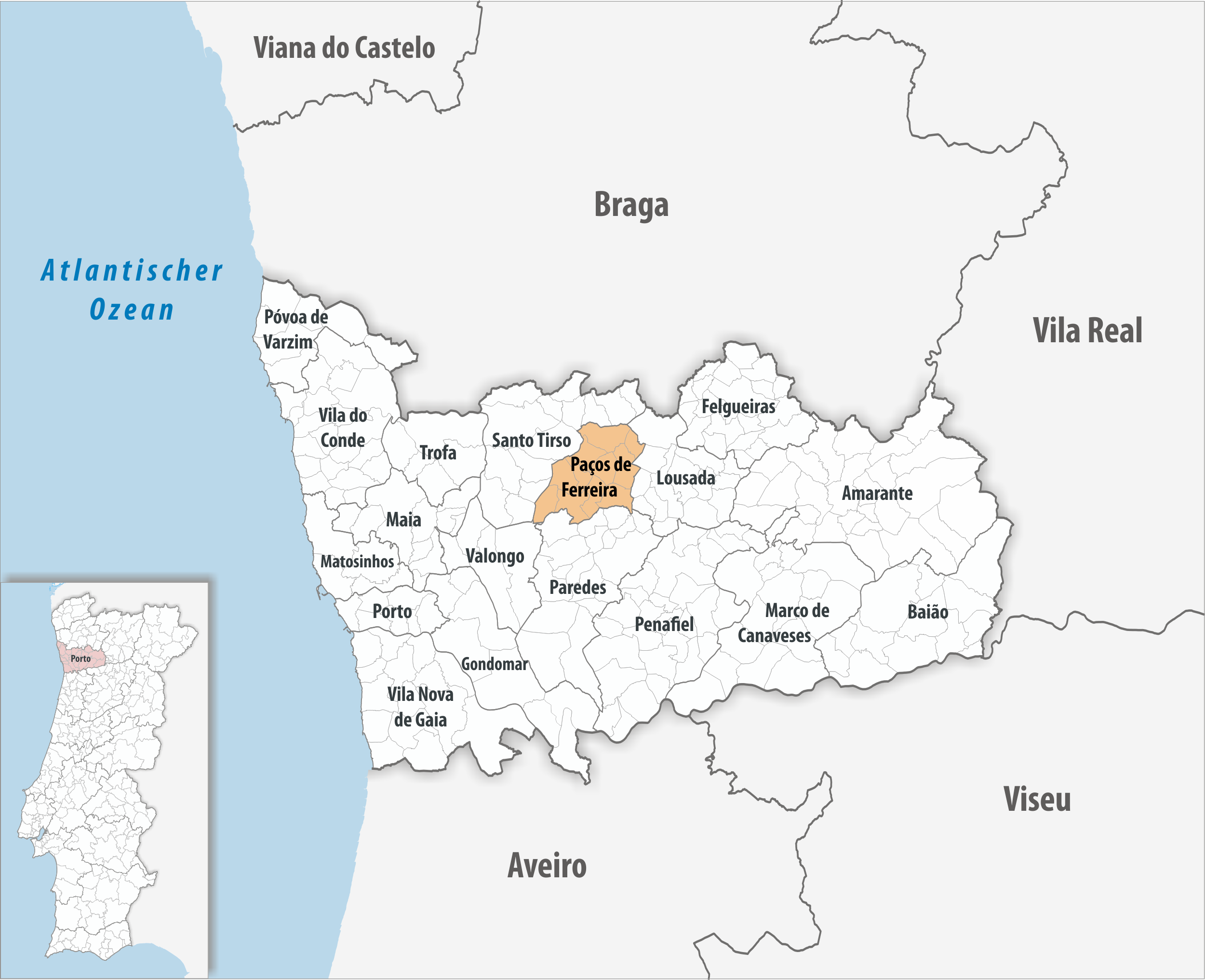
Kreis Paços de Ferreira

| Gemeinde                | Einwohner (2021) | Fläche km² | Dichte Einw./km² | LAU- Code |
| ----------------------- | ---------------- | ---------- | ---------------- | --------- |
| Carvalhosa              | 4.514            | 5,99       | 754              | 130902    |
| Eiriz                   | 2.181            | 6,02       | 362              | 130904    |
| Ferreira                | 4.244            | 6,75       | 629              | 130905    |
| Figueiró                | 2.477            | 2,85       | 869              | 130906    |
| Frazão Arreigada        | 5.827            | 7,28       | 800              | 130917    |
| Freamunde               | 7.557            | 5,15       | 1.467            | 130908    |
| Meixomil                | 3.749            | 4,38       | 856              | 130910    |
| Paços de Ferreira       | 9.669            | 6,08       | 1.591            | 130918    |
| Penamaior               | 3.586            | 6,72       | 534              | 130913    |
| Raimonda                | 2.491            | 3,37       | 740              | 130914    |
| Sanfins Lamoso Codessos | 5.544            | 10,11      | 548              | 130919    |
| Seroa                   | 3.756            | 6,29       | 597              | 130916    |
| Kreis Paços de Ferreira | 55.595           | 70,99      | 783              | 1309      |

### Bevölkerungsentwicklung
| Einwohnerzahl im Kreis Paços de Ferreira (1849–2011) | Einwohnerzahl im Kreis Paços de Ferreira (1849–2011) | Einwohnerzahl im Kreis Paços de Ferreira (1849–2011) | Einwohnerzahl im Kreis Paços de Ferreira (1849–2011) | Einwohnerzahl im Kreis Paços de Ferreira (1849–2011) | Einwohnerzahl im Kreis Paços de Ferreira (1849–2011) | Einwohnerzahl im Kreis Paços de Ferreira (1849–2011) | Einwohnerzahl im Kreis Paços de Ferreira (1849–2011) | Einwohnerzahl im Kreis Paços de Ferreira (1849–2011) |
| ---------------------------------------------------- | ---------------------------------------------------- | ---------------------------------------------------- | ---------------------------------------------------- | ---------------------------------------------------- | ---------------------------------------------------- | ---------------------------------------------------- | ---------------------------------------------------- | ---------------------------------------------------- |
| 1849                                                 | 1900                                                 | 1930                                                 | 1960                                                 | 1981                                                 | 1991                                                 | 2001                                                 | 2004                                                 | 2011                                                 |
| 10.091                                               | 11.900                                               | 15.686                                               | 27.537                                               | 33.653                                               | 40.687                                               | 44.190                                               | 52.985                                               | 56.340                                               |

### Kommunaler Feiertag
- 6. November

### Städtepartnerschaften
- Sartrouville (Frankreich), seit 1996

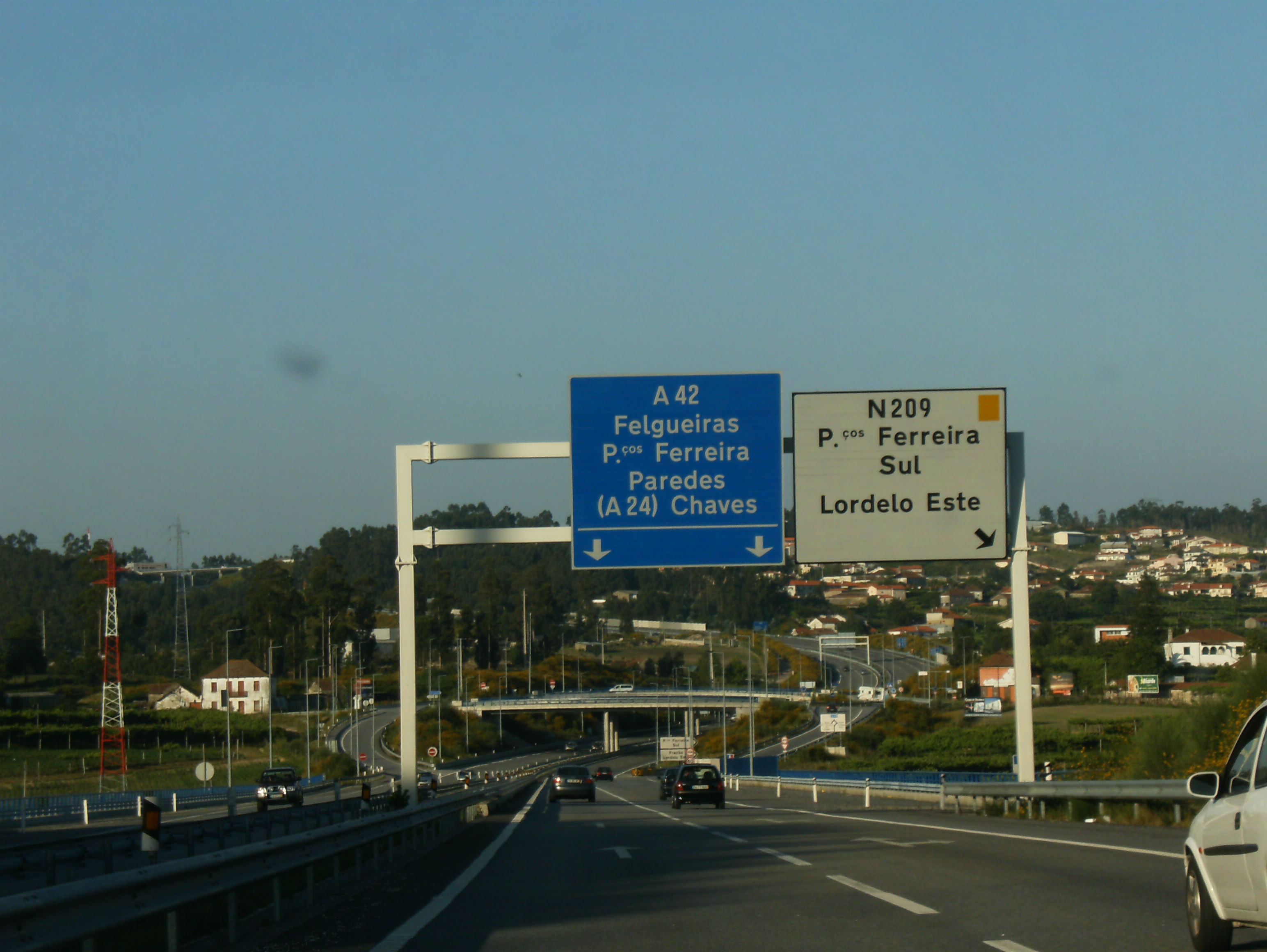
Auf der Autobahn A42 bei Paços de Ferreira

## Verkehr
Die Stadt ist durch die Autoestrada A42 mit Ermida und Lousada verbunden.
Der Öffentliche Personennahverkehr (ÖPNV) wird durch 15 lokale und regionale Buslinien der lokalen Auto Viação Pacense-Verkehrsgesellschaft sichergestellt. Diese gehört seit 1996 der Auto Viação Landim, einem privaten Unternehmen aus Vila Nova de Famalicão, das den ÖPNV verschiedener Kreise der Region in öffentlicher Konzession betreibt.

## Söhne und Töchter der Stadt
- José Pinto Martins († 1827), landwirtschaftlicher Unternehmer, Mitbegründer der brasilianischen Stadt Pelotas
- Sílvia Cardoso (1882–1950), Sozialarbeiterin, am 27. März 2013 vom Papst zur Ehrwürdigen Dienerin Gottes erklärt
- José Carlos Vasconcelos (* 1940), Jurist, Journalist und Politiker
- António Maria Bessa Taipa (* 1942), Weihbischof in Porto
- António Assunção (1945–1998), Schauspieler
- Carlos Paulo Martins Carneiro (* 1974), Fußballspieler
- Pedro das Neves Correia (* 1974), ehemaliger Fußballtorwart
- Marisa Barros (* 1980 in Sanfins de Ferreira), Marathonläuferin
- Ricardo Manuel Ferreira Sousa, auch unter dem Namen Cadú (* 1981), Fußballspieler
- Manuel António Cardoso (* 1983), Radrennfahrer
- Júlio Manuel Pires Coelho (* 1984), Fußballspieler
- Daniel Pedro Pires Barbosa (* 1985 in Freamunde), Fußballspieler
- André Leão (* 1985 in Freamunde), Fußballspieler
- Vitorino Antunes (* 1987 in Freamunde), Fußballspieler
- Luís Pedro Gomes Martins (* 1989 in Freamunde), Fußballspieler
- Diana Gomes (* 1998), Fußball-Nationalspielerin